# Damian Kądzior
Damian Kądzior (Białystok, 16 giugno 1992) è un calciatore polacco, centrocampista del Stal Mielec in prestito dal Piast Gliwice.

## Statistiche

### Presenze e reti nei club
Statistiche aggiornate al 12 maggio 2018.
| Stagione             | Squadra              | Campionato           | Campionato | Campionato | Coppe nazionali | Coppe nazionali | Coppe nazionali | Coppe continentali | Coppe continentali | Coppe continentali | Altre coppe | Altre coppe | Altre coppe | Totale | Totale |
| Stagione             | Squadra              | Comp                 | Pres       | Reti       | Comp            | Pres            | Reti            | Comp               | Pres               | Reti               | Comp        | Pres        | Reti        | Pres   | Reti   |
| -------------------- | -------------------- | -------------------- | ---------- | ---------- | --------------- | --------------- | --------------- | ------------------ | ------------------ | ------------------ | ----------- | ----------- | ----------- | ------ | ------ |
| 2012-gen. 2013       | Jagiellonia          | E                    | 2          | 0          | CP              | 1               | 0               | -                  | -                  | -                  | -           | -           | -           | 3      | 0      |
| gen.-giu. 2013       | Motor Lublin         | 2.L                  | 14         | 1          | CP              | -               | -               | -                  | -                  | -                  | -           | -           | -           | 3      | 0      |
| 2013-2014            | Motor Lublin         | 2.L                  | 32         | 7          | CP              | 2               | 0               | -                  | -                  | -                  | -           | -           | -           | 34     | 7      |
| Totale Motor Lublin  | Totale Motor Lublin  | Totale Motor Lublin  | 46         | 8          |                 | 2               | 0               |                    | -                  | -                  |             | -           | -           | 48     | 8      |
| 2014-gen. 2015       | Jagiellonia          | E                    | 1          | 0          | CP              | 1               | 0               | -                  | -                  | -                  | -           | -           | -           | 2      | 0      |
| Totale Jagiellonia   | Totale Jagiellonia   | Totale Jagiellonia   | 3          | 0          |                 | 2               | 0               |                    | -                  | -                  |             | -           | -           | 5      | 0      |
| gen.-giu. 2015       | Dolcan Ząbki         | 1.L                  | 14         | 2          | CP              | -               | -               | -                  | -                  | -                  | -           | -           | -           | 14     | 2      |
| 2015-feb. 2016       | Dolcan Ząbki         | 1.L                  | 17         | 5          | CP              | 2               | 1               | -                  | -                  | -                  | -           | -           | -           | 19     | 6      |
| Totale Dolcan Ząbki  | Totale Dolcan Ząbki  | Totale Dolcan Ząbki  | 31         | 7          |                 | 2               | 1               |                    | -                  | -                  |             | -           | -           | 33     | 8      |
| feb.-giu. 2016       | Wigry Suwałki        | 1.L                  | 14         | 4          | CP              | -               | -               | -                  | -                  | -                  | -           | -           | -           | 14     | 4      |
| 2016-2017            | Wigry Suwałki        | 1.L                  | 33         | 14         | CP              | 6               | 2               | -                  | -                  | -                  | -           | -           | -           | 39     | 16     |
| Totale Wigry Suwałki | Totale Wigry Suwałki | Totale Wigry Suwałki | 47         | 18         |                 | 2               | 1               |                    | -                  | -                  |             | -           | -           | 33     | 8      |
| 2017-2018            | Górnik Zabrze        | E                    | 35         | 9          | CP              | 7               | 2               | -                  | -                  | -                  | -           | -           | -           | 42     | 11     |
| Totale carriera      | Totale carriera      | Totale carriera      | 162        | 42         |                 | 19              | 5               |                    | -                  | -                  |             | -           | -           | 181    | 47     |

### Cronologia presenze e reti in nazionale
| Cronologia completa delle presenze e delle reti in nazionale ― Polonia | Cronologia completa delle presenze e delle reti in nazionale ― Polonia | Cronologia completa delle presenze e delle reti in nazionale ― Polonia | Cronologia completa delle presenze e delle reti in nazionale ― Polonia | Cronologia completa delle presenze e delle reti in nazionale ― Polonia | Cronologia completa delle presenze e delle reti in nazionale ― Polonia | Cronologia completa delle presenze e delle reti in nazionale ― Polonia | Cronologia completa delle presenze e delle reti in nazionale ― Polonia |
| Data                                                                   | Città                                                                  | In casa                                                                | Risultato                                                              | Ospiti                                                                 | Competizione                                                           | Reti                                                                   | Note                                                                   |
| ---------------------------------------------------------------------- | ---------------------------------------------------------------------- | ---------------------------------------------------------------------- | ---------------------------------------------------------------------- | ---------------------------------------------------------------------- | ---------------------------------------------------------------------- | ---------------------------------------------------------------------- | ---------------------------------------------------------------------- |
| 11-9-2018                                                              | Breslavia                                                              | Polonia                                                                | 1 – 1                                                                  | Irlanda                                                                | Amichevole                                                             | -                                                                      | 46’                                                                    |
| 15-11-2018                                                             | Danzica                                                                | Polonia                                                                | 0 – 1                                                                  | Rep. Ceca                                                              | Amichevole                                                             | -                                                                      | 69’                                                                    |
| 20-11-2018                                                             | Guimarães                                                              | Portogallo                                                             | 1 – 1                                                                  | Polonia                                                                | UEFA Nations League 2018-2019 - 1º turno                               | -                                                                      | 79’                                                                    |
| 10-6-2019                                                              | Varsavia                                                               | Polonia                                                                | 4 – 0                                                                  | Israele                                                                | Qual. Euro 2020                                                        | 1                                                                      | 77’                                                                    |
| 7-10-2020                                                              | Danzica                                                                | Polonia                                                                | 5 – 1                                                                  | Finlandia                                                              | Amichevole                                                             | -                                                                      | 83’                                                                    |
| 14-10-2020                                                             | Breslavia                                                              | Polonia                                                                | 3 – 0                                                                  | Bosnia ed Erzegovina                                                   | UEFA Nations League 2020-2021 - 1º turno                               | -                                                                      | 64’                                                                    |
| Totale                                                                 |                                                                        | Presenze                                                               | 6                                                                      |                                                                        | Reti                                                                   | 1                                                                      |                                                                        |

## Palmarès

### Club

#### Competizioni nazionali
- Campionato croato: 2

Dinamo Zagabria: 2018-2019, 2019-2020
- Supercoppa di Croazia: 1

Dinamo Zagabria: 2019